# Anna Bongiorni
Anna Bongiorni (Pisa, 15 de septiembre de 1993) es una atleta italiana, velocista especialista en los 60, 100 y 200 metros, así como en los relevos 4 x 100 y 4 x 400 metros.

## Carrera
Pese a que debutaría profesionalmente a nivel internacional en 2015, habiendo corrido en diversos eventos deportivos con anterioridad, destacó su participación en 2011 en el Campeonato Europeo de Atletismo Sub-20 de Tallin (Estonia), donde corrió con el equipo relevista de 4 x 100 metros, junto a Oriana De Fazio, Irene Siragusa y Gloria Hooper, que acabaron segundas en las pruebas, corriendo en un tiempo de 44,52 segundos.
Para 2015, alcanzada las etapas de Sub-23 y absoluta, compitió en el Campeonato Europeo de Atletismo por Equipos con el combinado trasalpino de relevos, nuevamente en los 4 x 100, donde las italianas fueron quintas, con marca de 43,72 segundos. Posteriormente, en el Campeonato Europeo de Atletismo Sub-23, celebrado en Tallin, donde Bongiorni debutara cuatro años antes, corrió en los 100 y 200 metros, quedando fuera en ambas en las carreras clasificatorias, con 11,79 y 23,67 segundos de tiempo respectivamente. No obstante, lograría levantar la media en los relevos, ya que quedó segunda en dicha modalidad, con algo más de 44 segundos de marca. Por último, en el Campeonato Mundial de Atletismo de Pekín (China), celebrado en el mes de agosto, participó en los 4 x 100 m relevos, donde no pudieron superar la ronda clasificatoria, quedando sextas en la primera serie (registro de 43,22 segundos).
En 2017, en Belgrado (Serbia), en el Campeonato Europeo de Atletismo en Pista Cubierta, alcanzó las semifinales en los 60 metros lisos, quedando séptima en la tercera serie, con un tiempo de 7,43 segundos. En verano de ese año, en la Universiada celebrada en la ciudad de Taipéi, consiguió resultados dispares: fue sexta en los 100 metros, corriendo en 11,50 segundos; alcanzó el podio siendo bronce en los 200 metros, con 23,47 segundos; y, pese a alcanzar la final de relevos de 4 x 100 metros, no consiguieron acabar la carrera.
Para 2018, Bongiorni iniciaría la misma trayectoria que el año anterior en el Campeonato Mundial de Atletismo en Pista Cubierta de Birmingham, volviendo a llegar a las semifinales en los 60 metros, rebajando en trece centésimas su registro (7,30 segundos). Más adelante, en los Juegos Mediterráneos, celebrados en la ciudad española de Tarragona, hizo pleno de podio con sendas medallas de bronce en los 100 metros (11,53 segundos) y en los relevos 4 x 100 metros (43,63 segundos). La última prueba destacable de ese año la llevaría a cabo en los 100 metros en Berlín, en el Campeonato Europeo de Atletismo, donde cayó en semifinales (octava en la primera serie), con una marca de 11,62 segundos.
En 2019, el combinado relevista italiano quedó quinto en los Relevos Mundiales de Yokohama (Japón), marcando 44,29 segundos de tiempo. Esa misa posición lograrían más adelante en el Campeonato Europeo de Atletismo por Equipos de 2019 de Bydgoszcz (Polonia), con tiempo de 44,20 segundos. Bajarían hasta el séptimo lugar en el Campeonato Mundial de Atletismo de Doha (42,98 segundos). A mediados de octubre, viajó hasta Wuhan (China), para participar en los Juegos Mundiales Militares. Aquí, nuevamente, lograría buenos registros en solitario, siendo quinta en los 100 metros (11,66 segundos), como grupal, quedando sexta con las relevistas de 4 x 100 metros (44,95 segundos).
En 2021, tras el cierre de numerosos centros y eventos deportivos a consecuencia de la pandemia de coronavirus, volvieron a reactivarse la mayoría de torneos. El año comenzó de buen pie para Bongiorni, quien junto a Irene Siragusa, Gloria Hooper y Vittoria Fontana, ganaba el oro en los Relevos Mundiales celebrado en Chorzów, con 43,79 segundos en los relevos de 4 x 100 metros. Con el mismo equipo, acabó quinta en el Campeonato Europeo de Atletismo por Equipos, con 46,51 segundos de carrera.
En verano de ese año, era elegida por el Comité Olímpico de Italia como parte de la delegación que representaría al país en los que serían sus primeros Juegos Olímpicos en Tokio (Japón), formando parte del equipo femenino de relevistas y para competir en solitario en los 100 metros. En esta última logró llegar hasta las semifinales, cayendo en la tercera serie, donde no superó la octava plaza, con 11,38 segundos de registro. Con el combinado no tuvo tanta suerte, ya que no superaron la fase clasificatoria, cayendo en la primera serie con 44,84 segundos.

## Vida personal
Es hija del también velocista Giovanni Bongiorni. Se graduó em 2019 por la Universidad de Pisa en Medicina y Cirugía.

## Resultados

### Por temporada
| Representando a Italia | Representando a Italia                              | Representando a Italia | Representando a Italia | Representando a Italia | Representando a Italia |
| ---------------------- | --------------------------------------------------- | ---------------------- | ---------------------- | ---------------------- | ---------------------- |
| Año                    | Competición                                         | Lugar                  | Puesto                 | Modalidad              | Marca                  |
| 2011                   | Campeonato Europeo de Atletismo Sub-20              | Tallin                 | 2.ª                    | 4 x 100 m relevos      | 44,52 s                |
| 2015                   | Campeonato Europeo de Atletismo por Equipos         | Chorzów                | 5.ª                    | 4 x 100 m relevos      | 43,72 s                |
| 2015                   | Campeonato Europeo de Atletismo Sub-23              | Tallin                 | 4.ª (H1)               | 100 m                  | 11,79 s                |
| 2015                   | Campeonato Europeo de Atletismo Sub-23              | Tallin                 | 3.ª (H2)               | 200 m                  | 23,67 s                |
| 2015                   | Campeonato Europeo de Atletismo Sub-23              | Tallin                 | 2.ª                    | 4 x 100 m relevos      | 44,06 s                |
| 2015                   | Campeonato Mundial de Atletismo                     | Pekín                  | 6.ª (H1)               | 4 x 100 m relevos      | 43,22 s                |
| 2017                   | Campeonato Europeo de Atletismo en Pista Cubierta   | Belgrado               | 7.ª (SF3)              | 60 m                   | 7,43 s                 |
| 2017                   | Universiada                                         | Taipéi                 | 6.ª                    | 100 m                  | 11,50 s                |
| 2017                   | Universiada                                         | Taipéi                 | 3.ª                    | 200 m                  | 23,47 s                |
| 2017                   | Universiada                                         | Taipéi                 | DNF                    | 4 x 100 m relevos      | -                      |
| 2018                   | Campeonato Mundial de Atletismo en Pista Cubierta   | Birmingham             | 7.ª (SF3)              | 60 m                   | 7,30 s                 |
| 2018                   | Juegos Mediterráneos                                | Tarragona              | 3.ª                    | 100 m                  | 11,53 s                |
| 2018                   | Juegos Mediterráneos                                | Tarragona              | 3.ª                    | 4 x 100 m relevos      | 43,63 s                |
| 2018                   | Campeonato Europeo de Atletismo                     | Berlín                 | 8.ª (SF1)              | 100 m                  | 11,62 s                |
| 2019                   | Relevos Mundiales                                   | Yokohama               | 5.ª                    | 4 x 100 m relevos      | 44,29 s                |
| 2019                   | Campeonato Europeo de Atletismo por Equipos de 2019 | Bydgoszcz              | 5.ª                    | 4 x 100 m relevos      | 44,20 s                |
| 2019                   | Campeonato Mundial de Atletismo                     | Doha                   | 7.ª                    | 4 x 100 m relevos      | 42,98 s                |
| 2019                   | Juegos Mundiales Militares                          | Wuhan                  | 5.ª                    | 100 m                  | 11,66 s                |
| 2019                   | Juegos Mundiales Militares                          | Wuhan                  | 6.ª                    | 4 x 100 m relevos      | 44,95 s                |
| 2021                   | Relevos Mundiales                                   | Chorzów                | 1.ª                    | 4 x 100 m relevos      | 43,79 s                |
| 2021                   | Campeonato Europeo de Atletismo por Equipos         | Chorzów                | 5.ª                    | 4 x 100 m relevos      | 46,51 s                |
| 2021                   | Juegos Olímpicos                                    | Tokio                  | 8.ª (SF3)              | 100 m                  | 11,38 s                |
| 2021                   | Juegos Olímpicos                                    | Tokio                  | 6.ª (H1)               | 4 x 100 m relevos      | 44,84 s                |
| 2022                   | Campeonato Mundial de Atletismo                     | Eugene                 | 8.ª                    | 4 x 100 m relevos      | 42,92 s                |
| 2022                   | Campeonato Europeo de Atletismo                     | Múnich                 | 3.ª                    | 4 x 100 m relevos      | 42,84 s                |

### Mejores marcas
| Disciplina                        | Marca        | Lugar          | Fecha                    |
| --------------------------------- | ------------ | -------------- | ------------------------ |
| 60 metros lisos (pista cubierta)  | 7,24 s       | Birmingham     | 2 de marzo de 2018       |
| 100 metros lisos (exterior)       | 11,27 s      | Rovereto       | 26 de junio de 2021      |
| 200 metros lisos (exterior)       | 23,18 s      | Rovereto       | 27 de junio de 2021      |
| 200 metros lisos (pista cubierta) | 24,98 s      | Ancona         | 2 de febrero de 2014     |
| 400 metros lisos (exterior)       | 56,03 s      | Campi Bisenzio | 19 de mayo de 2012       |
| 400 metros lisos (pista cubierta) | 57,14 s      | Ancona         | 9 de febrero de 2014     |
| 4 x 100 metros relevos (exterior) | 42,84 s (NR) | Tokio          | 5 de agosto de 2021      |
| 4 x 400 metros relevos (exterior) | 3:44,80 min  | Milán          | 28 de septiembre de 2014 |